# Eurydike (Stoff)

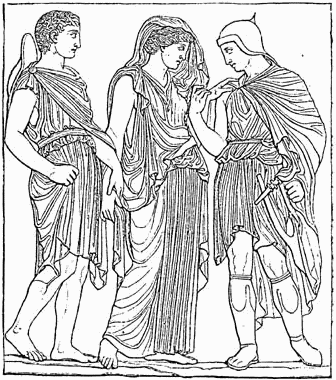
Hermes, Eurydike und Orpheus (Relief in der Villa Albani, Rom)

Der Eurydike-Stoff handelt von der thrakischen Sagengestalt und Dryade Eurydike, die von ihrem Mann Orpheus zeitweise aus dem Totenreich geholt wird. Dieser Stoff aus der griechischen Mythologie findet sich in zahlreichen Ausgestaltungen, die den Kontakt der Lebenden mit den Toten behandeln.

## Mythos
Eurydike wird in der antiken Mythologie als die früh verstorbene Gemahlin des Orpheus dargestellt, der die Musik erfunden habe. Zum Mythos von Orpheus und Eurydike gibt es viele Varianten mit einem gemeinsamen Kern. In der Urversion wird Orpheus, Sohn des Gottes Apollon und der Muse Kalliope, von Apollon im Leierspiel und Gesang unterwiesen. Bald hat seine Musik eine solche Kraft, dass Steine in Bewegung kommen, Flüsse stillstehen, Bäume zu ihm hinwandern, wilde Tiere sich zahm um ihn lagern. Dann stirbt seine Gattin Eurydike – es wird nicht erzählt, warum (dies wird erst später dazugedichtet) – und gelangt in den Hades. Orpheus geht ihr nach und bezaubert mit seinem Gesang und dem Spiel auf seiner Leier den Herrscher der Unterwelt, den Gott Hades, und dessen Gemahlin, die Göttin Persephone. Er erhält die Erlaubnis, mit Eurydike auf die Erde zurückzusteigen. So wird der Tod durch die Kraft der Liebe und die Magie der Musik überwunden. Im klassischen Griechenland wird der Mythos dadurch erweitert, dass Persephone dem Orpheus eine Bedingung stellt: er dürfe sich nicht nach Eurydike umdrehen, bis er das Tageslicht erreicht habe. Orpheus bricht dieses Verbot, und Eurydike entschwindet ihm wiederum. Bemerkenswert ist, dass der Mythos keine Begründung für Orpheus’ Verhalten gibt.
Wie das berühmte Relief des Parthenon-Tempels zeigt, entdeckt Hermes die Verfehlung des Liebenden. In die Oberwelt zurückgekehrt, wird Orpheus von Mänaden in einer kollektiven Raserei erschlagen. Kopf und Leier werden von den Wassern an die Insel Lesbos gespült und von Apollon zum Sternbild erhoben.
Nach römischen Darstellungen wird Eurydike auf der Flucht vor den Nachstellungen des Aristaios von einer giftigen Schlange gebissen, was im Mittelalter eine Parallele zu Adam und Eva nahelegte.

## Kulturgeschichte
Die antike Auffassung Eurydikes wurde in der römischen Zeit stark auf Orpheus konzentriert. Im christlichen Mittelalter wurde sie von moraltheologischen Vorstellungen überlagert, was Eurydike zu einem Gegenstand von Warnungen machte. Ihre Ausstrahlung war gleichbedeutend mit den Verlockungen der Sünde. Im 16.–18. Jahrhundert vollzog sich eine Umwertung des Stoffs, indem nicht mehr das verwerfliche Begehren nach einem Objekt, sondern das vorbildhafte Eingehen auf eine Liebe dargestellt wurde. Seit der Romantik entwickelte sich ein spiritistischer Zweig der Eurydike-Darstellungen. Im 20. Jahrhundert betonten atheistische und nihilistische Varianten das Scheitern der Beziehung mit Orpheus, daneben zeigten sich symbolistische, surrealistische und spirituelle Lösungen.

### Antike
Das Heraufsteigen einer Frau aus der Unterwelt ist ein Element vieler mythischer Erzählungen, etwa um die sumerische Göttin Inanna. In der Orpheus-Gestalt zeigt sich ein Einfluss der Orphik mit ihrer Vorstellung der Seelenwanderung auf die griechische Religion. In der Mitte des fünften Jahrhunderts v. Chr. beginnen die Orpheus-Darstellungen im engeren Sinne. Wahrscheinlich ist Phidias der Bildhauer des Reliefs am Parthenon-Tempel der Akropolis, in dem der Moment der Blickwendung zu Eurydike dargestellt wird.
Zu den textlichen Hinweisen auf die Sage gehören Euripides’ Alkestis (357-362), Platons Symposion (179d) und Phaidon (68a) oder Isokrates’ Busiris (Rede 11.8). Später findet sie sich in der Bibliotheke des Apollodor. Anspielungen begegnen auch in Plutarchs Über die späte Strafe der Gottheit (Moralia 566b) oder Diodors Bibliotheca historica (1.96.4). In der Komödie Die Frösche (405 v. Chr.) von Aristophanes wird Eurydike in Travestie zu dem Tragödiendichter Euripides gemacht, der von Dionysos aus dem Hades zurückgeholt werden soll.

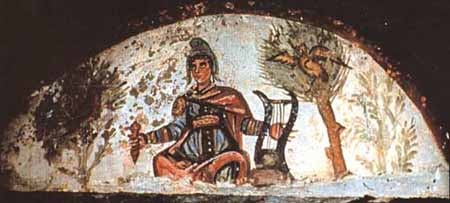
Römische Orpheus-Christus-Darstellung

Ein Wandgemälde, das vor 79 n. Chr. in der römischen Hafenstadt Pompeji entstanden sein muss, zeigt Orpheus als Tier-Kommunikator und Vogelschauer. Die römische Orpheus-Kunst hat Eurydike nicht die Beachtung geschenkt, die wir von den klassischen Griechen her kennen.
Die neuzeitlichen Varianten des Stoffs stützen sich vor allem auf römische Quellen. Dies sind Vergils Georgica (IV. Gesang), wo von Eurydikes Tod durch einen Schlangenbiss die Rede ist, und Ovids Metamorphosen (X, 1–85), die sich auf ihre erfolglose Rettung aus dem Hades konzentrieren. Beide Versionen sind androzentrisch: Einem Mann gelingt es, die Gottheiten zur Freigabe der Geliebten zu bewegen, der Mann begeht die Verfehlung, sich auf dem Rückweg umzudrehen, und der Mann erfährt das Schicksal der Hinrichtung durch thrakische Mänaden und die Verklärung zur Himmelsgestalt. Eurydike bleibt passiv und besitzt keine negativen Züge. Bei Vergil klagt selbst die unbelebte Natur über ihren Tod. Bei Ovid ruft sie bei ihrem neuerlichen Verschwinden noch „Lebewohl“, was ihre einzige Aktion im Lauf der Rettung bleibt.
Aus der Zeit der Christenverfolgungen stammt eine Darstellung des Orpheus als Prophet Christi (Marcellus-Petrus-Katakombe). Auch hier fehlt von Eurydike jede Spur.

### Mittelalter
Die mittelalterlich-christliche Verehrung der weiblichen Verstorbenen gilt Maria, und die Marienverehrung findet zahlreiche bildnerische, musikalische und dichterische Ausprägungen. Ihr fehlt zumeist die sinnliche Komponente des Eurydike-Stoffs. Dass menschliche Kunst die Herrschaft über das Leben gewinnen könne, ist zudem ein sündhafter Gedanke. Boëthius’ Darstellung der Orpheus-Sage am Ende des dritten Buchs seiner Consolatio philosophiae (524) bildet die Quelle für zahlreiche mittelalterliche Eurydike-Kommentare, zum Beispiel demjenigen von Wilhelm von Conches (ca. 1080–1154), in dem Eurydike zum Inbegriff der fleischlichen Lust wird.
Dantes Vita Nova (1293) in der Tradition des Minnesangs ist eine Verherrlichung der früh verstorbenen Beatrice. Damit nähert sich das Werk dem antiken Eurydike-Motiv.
Eine englische Verserzählung Sir Orfeo (um 1400) schildert den Raub der Heurodis (entspricht Eurydike) durch einen Feenkönig. Orpheus zieht mit seiner Leier in diese Feen-Welt und erhält seine geraubte Frau tatsächlich zurück. Die Erzählung trägt den Namen Orfeo, ist aber in wesentlichen Merkmalen mit dem Orpheus-Mythos nicht identisch. In Bezug auf Eurydike fehlt sogar die Namensgleichheit.

### Renaissance

Tizian

Mit der Renaissance werden die Orpheus-Darstellungen wieder zahlreicher, sind aber noch stark an die Moraltheologie von Hölle, Hexe und Teufel gebunden. Eine menschliche und damit sinnliche „Liebe aus dem Jenseits“ darzustellen, wäre kaum möglich gewesen. So kann die verstorbene Eurydike noch keine Konturen als positive Figur gewinnen. Auch noch bei Jacopo del Sellaio (alias di Arcangelo, 1441–1493) wird Eurydike als Opfer der Schlange dargestellt und bleibt damit eine Vergegenwärtigung des Sündenfalles.
Die Darstellung des Orpheus konzentrierte sich auf die Abbildung der Höllenqualen, wenn Orpheus die Unterwelt besucht. Dies findet sich bei Tizian (1490–1576), Ambrosius Francken dem Älteren (1544–1618) oder Jan Brueghel dem Älteren (1568–1625).
Auch literarisch überwiegen im 15. und 16. Jahrhundert die Verketzerungen Eurydikes als Opfer fleischlicher Lust. Parallelen zu dieser Auffassung der Eurydike-Figur zeigen sich etwa in der Helena-Gestalt in frühen Versionen des Fauststoffs: Sie steht noch nicht für ein wiedererwecktes Griechentum, sondern ist ein Sinnbild heidnischer Verwerflichkeit. Angelo Polizianos Favola di Orfeo (ca. 1470) zeigt dagegen schon ein neues Menschenbild: Nach tragischem Ausgang wird ein Lobpreis der Liebe angestimmt. Sie überwindet die Grenze des Todes.

### Barock

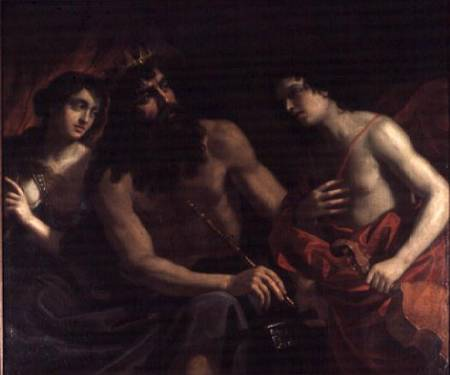
Benedetto Gennari

Peter Paul Rubens

Varotari

Erst Benedetto Gennari dem Älteren (1570–1610) gelingt eine neue Sicht des jungen Paares im Angesicht der Unterwelt-Gottheit. Die liebende Zuwendung der Jenseitigen wird zum Thema der Eurydike-Abbildungen.
In Ottavio Rinuccinis und Jacopo Peris Oper L’Euridice (1600) ist Eurydike zur Hauptfigur gemacht. Bekannter wird allerdings Claudio Monteverdis Vertonung des Stoffes L’Orfeo (1607). Zum Schluss der Oper steigt Apoll vom Himmel, um den Künstler in die Welt der Sterne zu geleiten.
Peter Paul Rubens stellt Eurydike in den Mittelpunkt seines Gemäldes. Das von rechts aus der Richtung der Götter einfallende Licht lässt Eurydikes halbnackten Körper erstrahlen.
Auf dem Gemälde des Alessandro Varotari (1588–1648) entzieht sich die nackte Verstorbene den begehrenden Armen des Orpheus. Sie kann nur mittels Gesang und Imagination erreicht werden.

### Klassizismus

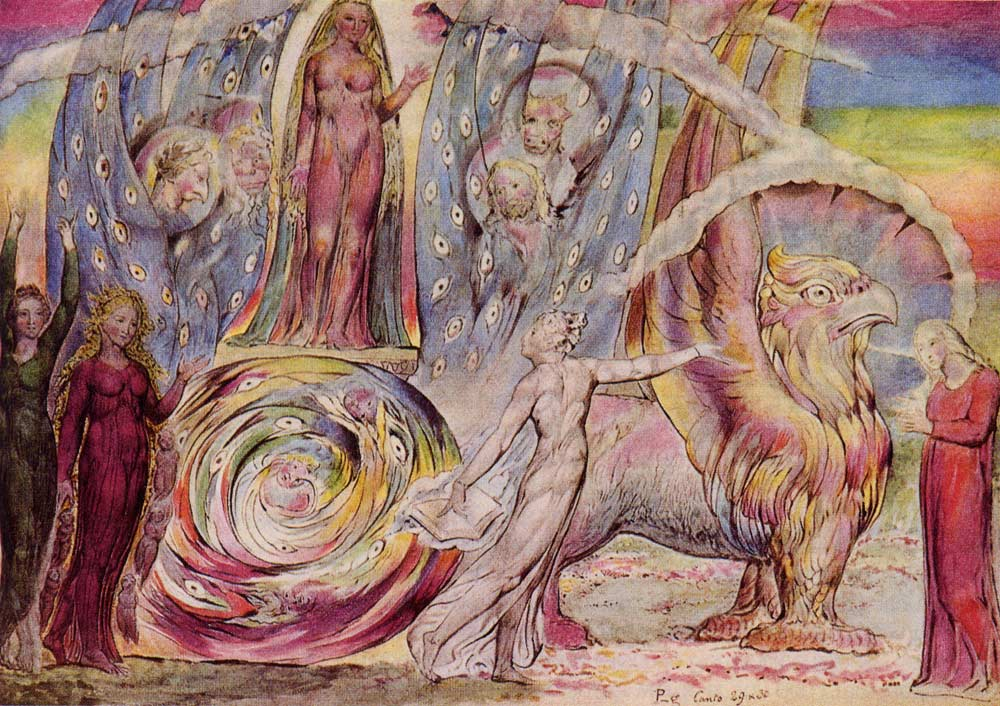
Blake

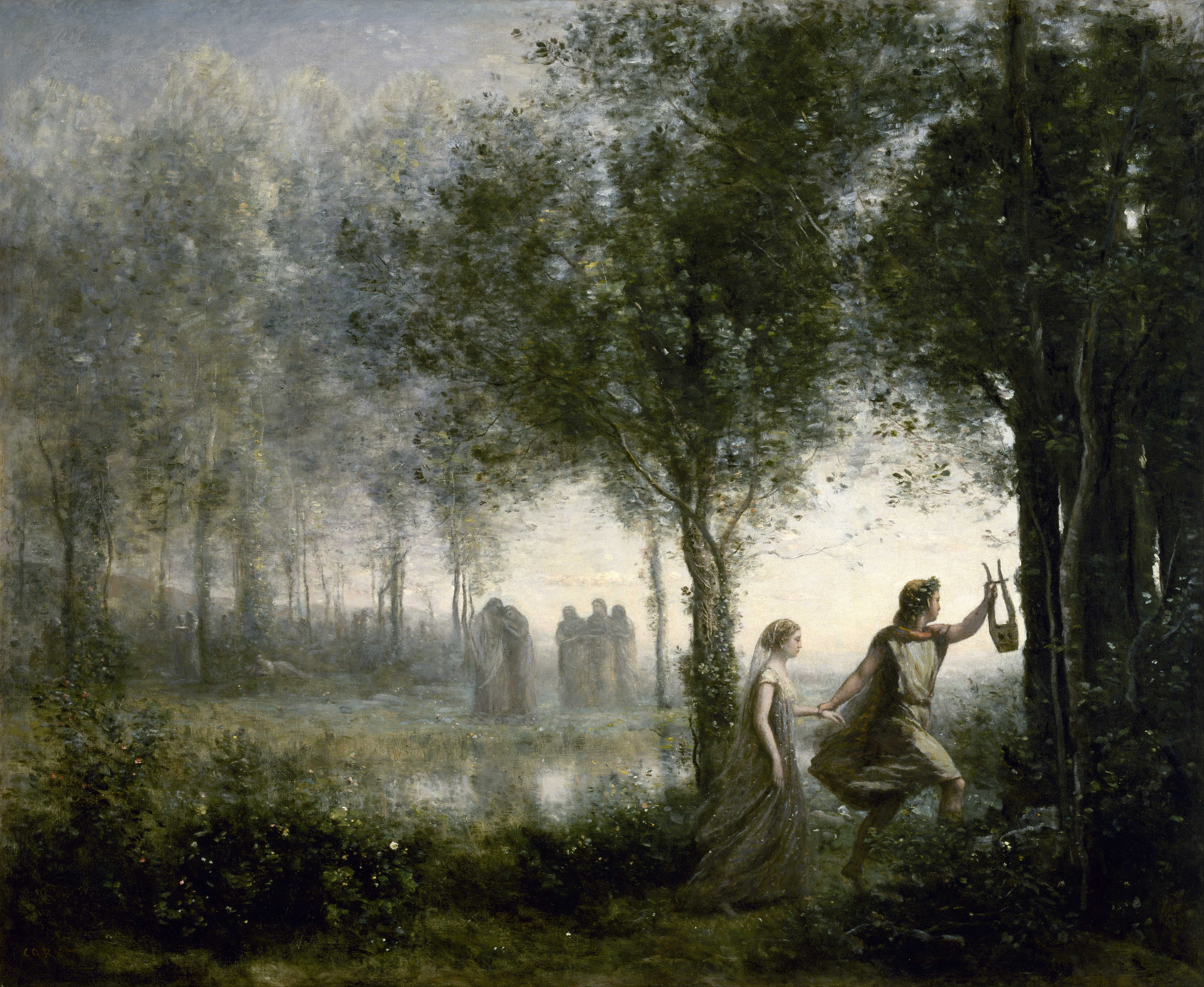
Corot

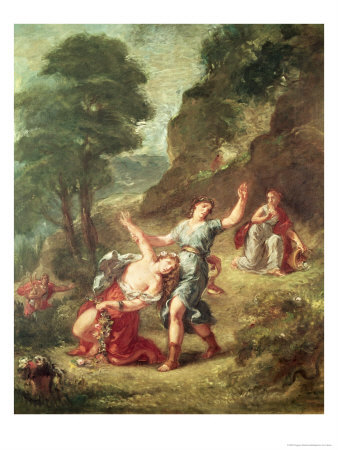
Delacroix

Der Klassizismus des 18. Jahrhunderts bereitet den Durchbruch einer neuen Eurydike-Auffassung vor. Vor allem im französischen Sprachgebiet feiert Kunst seit etwa 1700 die Macht der Liebe. In der Kantate Orphée (1721) von Jean Philippe Rameau findet sich eine Abkehr vom moraltheologischen Sündenvorwurf, indem die Liebe als Überwinderin der Todesschranken gefeiert wird.
Während im deutschen Sprachgebiet noch einige Maler die moralistische Botschaft von höllischen Qualen und Strafgericht darstellen (z. B. Heinrich Friedrich Füger), gelingt vor allem Christoph Willibald Gluck mit seiner Oper Orpheus und Eurydike (1762/74) die neue Sicht. In dieser Oper geht es erklärtermaßen um Eurydike, die das Motiv für die verhängnisvolle Blickwendung liefert: Sie beschuldigt Orpheus, anscheinend liebe er sie nicht mehr genügend, denn er halte es nicht einmal für nötig, seine Geliebte anzuschauen. Schließlich lassen Gluck und sein Librettist Ranieri de’Calzabigi die vom Hades zurückgeholte Verstorbene durch den Gott Amor auferwecken. Die Liebe aus dem Jenseits ermuntert also die sinnliche Zuwendung der Lebenden, es ist nicht mehr ihr eigener sündiger Blick, vor dem sie gewarnt werden sollen. Zugleich ist die Bitte des Orpheus um die Rückgabe Eurydikes eine jener Fleh-Szenen, in denen sich der vorrevolutionäre absolutistische Fürst als Souverän wiederfinden kann: als der Machthaber, der von seinem Begnadigungsrecht Gebrauch macht und dessen großzügige Herrschergnade in der Schlussapotheose gefeiert wird. Das Privileg des Lebendigmachens geht von Gott auf den weltlichen Herrscher über, der viele Dinge aus eigener Initiative in Gang setzt.
Diese Umdeutung der jenseitigen Existenz Eurydikes geht einher mit Versuchen, das barocke Vanitas-Denken zu überwinden. Vom frühen Christentum bis in die 1. Hälfte des 18. Jahrhunderts dominierte die Vorstellung der Nichtigkeit des Sinnlichen (lat. vanitas). Leser, Bildbetrachter und Musikhörer wurden vor allem daran erinnert, dass sie alles Sinnliche früher oder später loslassen müssten (memento mori). Mit der allegorischen Auferweckung Eurydikes durch Amor wird Glucks Oper zu einem Dokument der neu sich entfaltenden Idee einer seligen Gemeinschaft der Liebenden („Reigen seliger Geister“). Kunst warnte die Betrachter nicht mehr vor ihrer entzweienden Gier, sondern sollte sie im Gegenteil verbinden.
Während der Klassizismus noch oftmals von Höllen- und Strafgerichts-Motiven überschattet wurde, brachte das 19. Jahrhundert neues Licht in die Spiritualität der Eurydike-Darstellungen.
Goethes Faust II ist für ein neues menschliches Selbstbewusstsein gegenüber dem Jenseits zentral. Goethe hat im 2. Akt auf die Orpheus-Tragödie angespielt, indem Faust bei Betreten der Unterwelt empfohlen wird, er solle sich im Jenseits besser behaupten als seinerzeit Orpheus (7494). Auch hat er in frühen Skizzen seinen Faust als „zweyten Orpheus“ bezeichnet. Die klassische Walpurgisnacht (3. Akt) ist vorüber. Faust steht im Gewölk eines Hochgebirges und erlebt die Vision seiner Eurydike (Gretchen):
Täuscht mich ein entzückend Bild

als Jugend erstes längst entbehrtes höchstens Gut?
Später im fünften Akt haucht „Sorge“ den Sterbenden an, sodass er erblindet. Faust bemerkt:
Die Nacht scheint tiefer tief herein zu dringen,

allein im Innern leuchtet helles Licht.
Im letzten Auftritt erscheinen Geistwesen, die einst Gretchen waren. Sie bedauern, früh dahingerafft worden zu sein. Jetzt aber wird die Freude am Wiedererleben des Geliebten in der Jugend ausgedrückt. Sie ziehen ihre Betrachter nicht mehr in den Abgrund der Sünde.
Marianus: Hier ist die Aussicht frei

der Geist erhoben.

Dort ziehen Frauen vorbei,

schwebend nach oben.

Die Herrliche, miteninn,

im Sternenkranze,

die Himmelskönigin,

ich seh’s am Glanze.
Und so kommt es zum Resultat der Wiederbegegnung mit den zwei Schlussversen: „Das Ewig-Weibliche zieht uns hinan.“
Novalis’ (Friedrich Hardenberg) fünfte Hymne an die Nacht entspricht Fausts Vision. Jenseits und Lebensgenuss widersprechen sich nicht mehr.
Getrost das Leben schreitet

zum ewgen Leben hin;

von innrer Glut geweitet,

erklärt sich unser Sinn.

Die Sternwelt wird zerfließen

zum goldenen Lebenswein,

wir werden sie genießen

und lichte Sterne sein.
Der Maler William Blake (1757–1827) entsinnt sich der geliebten Verstorbenen des italienischen Dichters Dante: Beatrice in der Kutsche spricht Dante an (1824/7).
In dem Gemälde von Jean-Baptiste Camille Corot (1796–1875) Orpheus geleitet Eurydike aus der Unterwelt ist von Höllenqualen keine Spur mehr zu sehen. Das junge Paar strebt der aufgehenden Sonne entgegen. Im Nebel liegt noch die Vergangenheit einer unerlösten Menschheit mit all den Quisquilien strafender Götter und unmöglich erfüllbarer Bedingungen. Das junge Paar strebt mit guter Gewissheit ins Reich der Liebe, und die Bildbetrachter werden darin einbezogen.
Eugène Delacroix (1798–1863) zeigt ebenfalls den Weg hinauf ans Licht. Eurydike bricht zusammen, aber das Licht Gottes hat die beiden bereits erleuchtet. Nicht das Scheitern des Menschen an unerfüllbaren Bedingungen, sondern die Rettung der Liebenden durch die Allgewalt des Lichts kommt zur Darstellung.

### Präraffaelismus

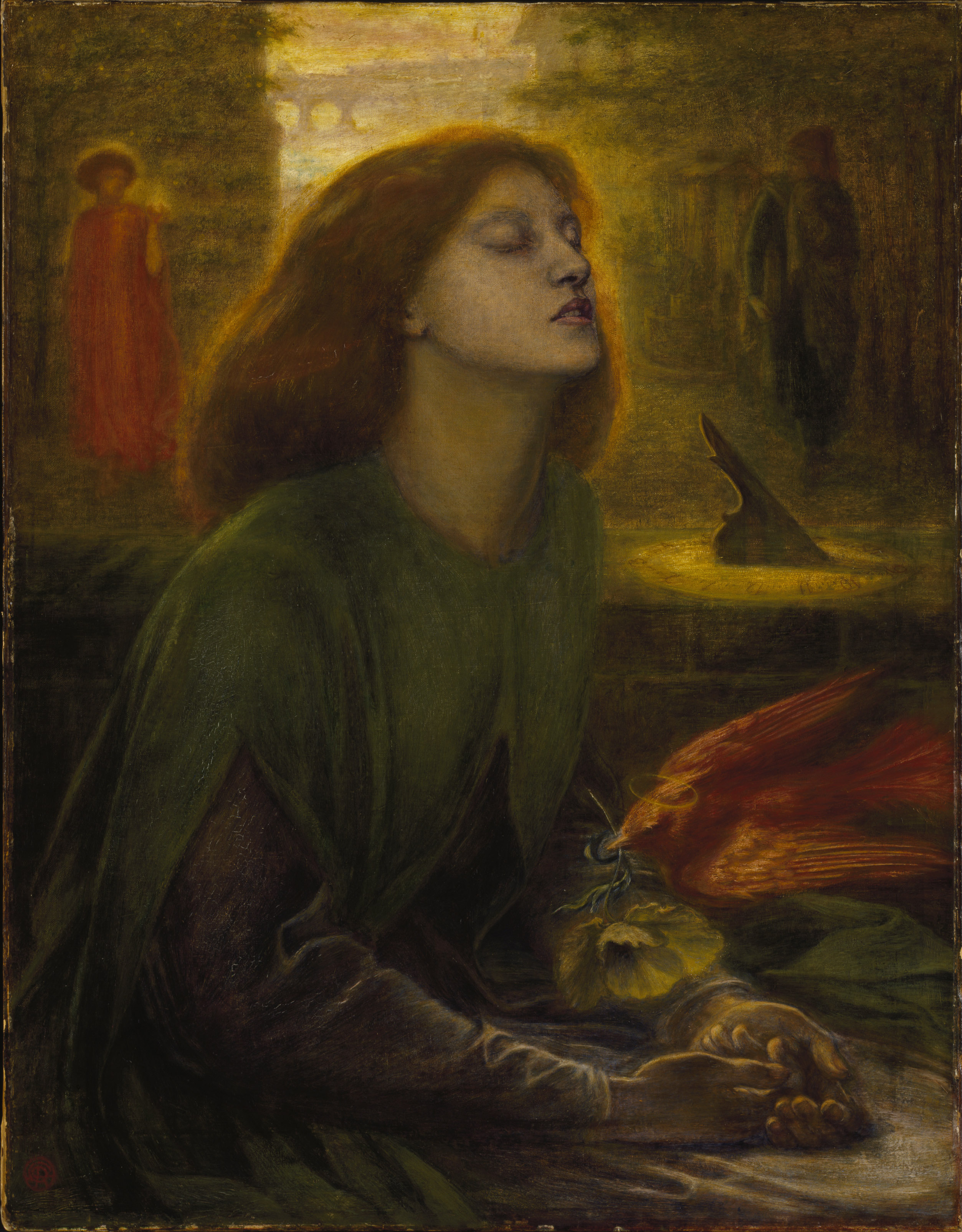
Rosetti

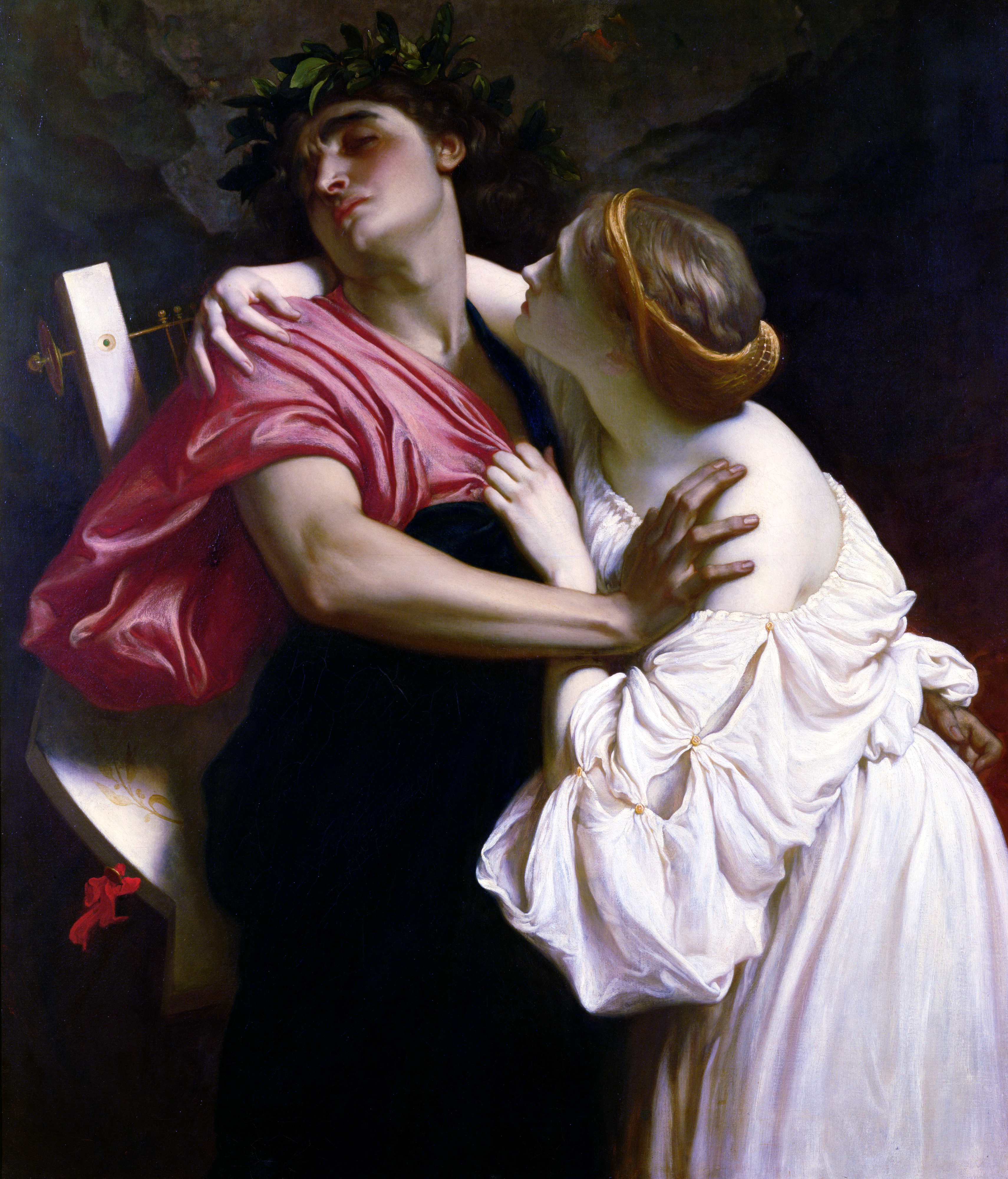
Leighton

Waterhouse

Die Präraffaeliten im Viktorianischen England setzten sich intensiv mit dem Eurydike-Stoff auseinander und lösten diese Gestalt aus ihrer traditionellen Passivität. Dies hatte folgenden zeitgeschichtlichen Hintergrund: Königin Viktoria, die früh ihren Gatten verloren hatte, bat das spirituelle Medium Robert James Lees vor den Thron, um ihr Botschaften des Verstorbenen zu übermitteln. Diese Begegnungen mussten gegenüber der Anglikanischen Kirche geheim gehalten werden. Aber für die Künstler der Royal Academy of Arts war es ein Anlass, sich mit Jenseitsvorstellungen zu beschäftigen. Sie malten zahlreiche Bilder über Orpheus und seine Jenseits-Kommunikation.
Dante Gabriel Rossetti (1828–1882) zeigt den betenden Dichter Dante, wie er mit geschlossenen Augen ins Jenseits blickt, um seiner verstorbenen Beatrice gewahr zu werden (1864).
Frederic Leighton (1830–1896) zeigt Eurydike, wie sie verzweifelt in Orpheus’ Antlitz die Liebe zu erkennen sucht (1864). Sir Edward Poynter (1839–1919) stellt die widerstrebend folgende Eurydike dar. An langen Armen zerrt der vorausgehende Orpheus. Gequält folgt Eurydike. Der richtige Weg führt nicht aus dem Tod heraus ans Licht der Inkarnierten, sondern der Weg führt ins Licht der Seligen, wo Eurydike verbleibt. Vergebens strebt Orpheus in die falsche Richtung.
John William Waterhouse (1849 bis 1917) hat in mehreren Gemälden das Eurydike-Thema behandelt. In einer Skizze aus den Jahren um 1900 knien Nymphen der Insel Lesbos im Moor, um in der Tiefe den Kopf des Orpheus zu erschauen. Entscheidend ist, dass man nur die blickenden Mädchen sieht, während das Jenseitige außerhalb des Bildes liegt.

### 20. Jahrhundert
Offenbach hat in seiner Oper Orphée aux enfers (1858) die Eurydike-Liebe ganz und gar in die Doppelmoral der Pariser Gesellschaft verkehrt. Die seit langem mit anderen Männern verbundene Eurydike folgt ihrem ebenfalls fremd orientierten Orpheus nur deshalb, weil der Leumund ungünstig ausfallen könnte. So wird die Verfremdung der Eurydike-Liebe, wie sie im 20. Jahrhundert eintreten sollte, vorweggenommen. Die romantische Auffassung der Eurydike-Liebe wird im 20. Jahrhundert drastisch verdrängt. Es ist gekennzeichnet durch stark voneinander abweichende Darstellungen Eurydikes. Sie reichen von atheistisch-nihilistisch bis spirituell.
Besonders Rainer Maria Rilkes Gedicht Orpheus, Eurydike, Hermes (1904) stellt Eurydikes Entrückung im Tod als Verfremdung dar:
Und als plötzlich

der Gott sie anhielt und mit Schmerz im Ausruf

die Worte sprach: er hat sich umgewendet –,

begriff sie nichts und sagte leise: wer?
Andererseits zeigt sich beim späten Rilke eine deutlich geänderte Auffassung in Die Sonette an Orpheus: „Doch selbst in der Verschweigung/ ging neuer Anfang, Wink und Wandlung vor.“
In Deutschland ist der von Friedrich Nietzsches Nihilismusüberwindung getragenen Sicht vor allem der expressionistische Gottfried Benn gefolgt. Die erste Strophe seines Gedichtes Orphische Zellen (1927) stellt die Vision der Jenseits-Liebe als illusionäres Konstrukt in fehlgebildeten Zellen dar: „Es schlummern orphische Zellen/ in Hirnen des Okzident.“
Und schließlich im Schluss der letzten Strophe:
„Ihm [Orpheus] bebenden Schmerz und Schaden

im Haupt, das niemand kennt,

die Brandungsvögel baden,

das Opfer brennt.“
In Picassos Orpheus starren die mörderischen Thrakerinnen über den Leichnam ihres Opfers hinaus in die Tiefe. Entsetzen steht in ihren Gesichtern geschrieben. Was sie sehen, ist nichts als der Tod.

Ricketts

Charles de Sousy Ricketts (1866–1931) malt im Stil des Symbolismus einen schlafenden und einen klimmenden Orpheus. Er hält sich an einem Gebälk, das aus dem Himmel zu stammen scheint, und vollführt den Kraftakt eines Klimmzuges – zum Zeichen der Meditation oder luziden Träumens. Hinter seinem Rücken wird auf diese Weise die weiße Gestalt Eurydikes sichtbar.
Marcel Camus’ Film Orfeu Negro (1959) wurde als Durchbruch der Bossa Nova gefeiert, denn die gesamte Handlung ist in ein fortdauerndes Karneval-Zeremoniell in Rio de Janeiro eingebettet. Entscheidend für die Verstorbenen-Kommunikation mit Eurydike ist die Szene des Unterweltgesanges. Orpheus, aufgefordert, jetzt zu singen, schließt die Augen und öffnet die Lippen, als ob er singen würde. Durch Meditation bewerkstelligt er Eurydikes Erscheinung.
Auch als Cartoon sind Orpheus und Eurydike dargestellt worden. MacBride zeigt ein Musiker-Männlein, das der Gewalt eines Höllen-Ungeheuers weichen muss. Bei allem Pessimismus des gewaltbereiten Hades-Gottes erstrahlt in der Tiefe des Gefängnisses das Weiß der Liebe: Man erkennt Eurydike, die zwar dem Hades nicht entkommt, aber der Unterwelt ihr Licht der Liebe bringt.
Davreux stellt Eurydike als Motorrad-Braut dar. Sie sitzt nackt im Gras. Ihr Haar scheint von Zytostatika ausgefallen: ein Bild des Jammers eventuell kurz vor dem Tode. Orpheus knattert auf einem Motorrad heran. Er hält voller Zuversicht einen riesigen Schlüssel in der Hand, und über ihm spannt sich das Spinnennetz eines Weltalls, in das hinein die Fahrt zu führen scheint. Ein menschlich anmutendes Gottesgesicht blickt herab.
Der Surrealismus des Jean Cocteau stellt Eurydikes Liebe als verfehlte Illusion eines blöden Sängers dar:
„Orpheus, dein Schreien kommt als Melodie einher.

Die Feenharfe macht dir das nicht allzu schwer.

Nur einen Schemen quält dein närrisches Betragen.

Reißt dir ein Bein aus! Willst die Schildkröte erschlagen!

Rekrutenschärpe hat mit Göttergold gepaart

Orpheus, der Oden laut mit Karpfenmaul geschrien.

Die Schwalbe kippt und schreit dabei auf andere Art,

als der dich lesen wird, um ihrer Liebe wegen

und ihres Namens Geist (das war zu leicht gediehen),

auf Schiefer, abgewischt von ein paar Flügelschlägen.

Nein, nein und nochmals nein.“
Margaret Atwood zeigt dagegen eine Eurydike, die Orpheus vorwirft, nur sein Idealbild von ihr wahrgenommen zu haben: „Du konntest niemals glauben,/
dass ich mehr war als dein Echo.“
Ingeborg Bachmanns Eurydike-Gedicht spricht ebenfalls mit Eurydikes Worten. Die belebende Imagination schließt sie nicht aus, sondern sie wandelt über die Saite der Leier auf die Seite des Todes, die das Leben bewusst mit beinhaltet.
Aber wie Orpheus weiß ich

auf der Seite des Todes das Leben,

und mir blaut

dein für immer geschlossenes Aug.
Der Begriff Saite lässt bei ihr auch eine Assoziation zu Nietzsches tollem Menschen in Also sprach Zarathustra zu, der als Seiltänzer über den Marktplatz wandelt, dem Tod erliegt und – in einem Baum stehend – von Zarathustra verwahrt wird.
Auch der 1974 entstandene deutsche Film Eurydike – Die Braut aus dem Jenseits von Jochen Richter mit Celi Barbier als Eurydike und der Musik von Gluck ist an den Stoff angelehnt.

## Religionstheoretische Aspekte
Der Polytheismus des griechischen Mythos hat in späteren Zeiten diverse Umdeutungen erfahren. Zunächst war es Clemens von Alexandrien, der Orpheus als Propheten Christi bezeichnet hat. Diese Auffassung ist in der Zeit Kaiser Konstantins des Großen verworfen worden. Zugleich wurde auch die sokratische beziehungsweise gnostische Reinkarnationstheorie, die im frühen christlichen Glauben eine wichtige Rolle spielte, bei Todesstrafe verboten. Clemens von Alexandrien wurde aus der Liste der Kirchenväter gestrichen.
Vor allem das alttestamentliche Verbot, sich ein Bildnis zu machen, hat dazu geführt, dass das Mittelalter keine Theologie der Kunst hervorgebracht hat, die mit der Wahrnehmung der Liebe Eurydikes in Verbindung stünde. Jedoch ist die Marienverehrung des Mittelalters und die daran anschließende Lyrik der Hohen Minne prinzipiell mit Eurydike-Theologie vergleichbar. Auch die Isolde-Verehrung des Straßburger Tristan-Epos trägt Züge einer als mystisch-häretisch gekennzeichneten Jenseits-Liebe. Die Theologie der »Vita Nuova« Dantes ist ebenfalls für eine Würdigung mittelalterlicher Jenseits-Kommunikation heranzuziehen.
Mit der Renaissance wird die Theologie der Eurydike-Liebe sozusagen wiedergeboren. Zunächst steht die Moraltheologie einer im Fegefeuer leidenden Sünderin im Vordergrund. Das Kunstwerk wird zum Werkzeug kirchlicher Moral-Unterweisung: Memento mori – oder: Denke daran, dass es dir wie Eurydike ergehen kann!
Zugleich aber entsteht – besonders unter dem Einfluss der Oper Monteverdis – die Vorstellung eines von Gott erhobenen Künstlers, dessen Bindung an die Liebe im Jenseits zum leuchtenden Beispiel menschlicher Qualifikation vor Gott wird.
Während das Barock-Zeitalter noch weitgehend der Moraltheologie der Memento-mori-Auffassung verpflichtet ist, entwickelt sich im Klassizismus ein für die Neuzeit entscheidender Durchbruch. Bereits die allegorische Deutung der Auferstehung Eurydikes in Glucks Oper lässt den neuen Blick auf das alte Thema des »Ewig Weiblichen« erkennen. Besonders im Spätwerk Goethes gelangt diese Auffassung zum Durchbruch:
Alles Vergängliche

ist nur ein Gleichnis.

Das Unzulängliche:

Hier wirds Ereignis.
Die Seele Gretchens – und schließlich auch die des Faust – lebt fort in der Liebe, die der Welt den Sinn verleiht. Inkarnation bedeutet Verpflichtung zum Lernen und damit zur Vervollkommnung der Seele, bis sie sozusagen das Niveau der Liebe Jesu, Mariae oder auch Eurydikes erreicht hat: das Niveau des Ewig-Weiblichen.
Die Naturmystik der Romantik setzt die im Klassizismus angebahnte Auffassung der Eurydike-Liebe fort und wird durch die spirituellen Neigungen des so genannten Viktorianischen Zeitalters noch überhöht.
Mit der Verbreitung atheistischer Philosophien (z. B. Marx, Engels, Nietzsche, Feuerbach etc.) werden Eurydike-Deutungen begünstigt, die von Pessimismus und schließlich gar Nihilismus getragen sind (z. B. Benn: es sei dem Menschen angeboren, illusionär an Eurydikes Liebe zu glauben).
Jedoch sind durch Hesses »Siddharta« beziehungsweise »Glasperlenspiel« auch im 20. Jahrhundert religionstheoretische Ansätze der künstlerischen Jenseits-Begegnung ausgearbeitet worden, die in die New-Age-Theologie und in die vergleichende Religionswissenschaft eines Hans Küng und eines Weltparlamentes der Religionen führen. Vor diesem Hintergrund entwickelt sich eine neue spirituelle Kunst, die der Eurydike-Liebe neuen Ausdruck verleiht.